# 子飼橋
子飼橋（こかいばし）は、熊本県熊本市の一級河川白川に架かる橋梁。都市計画道路である子飼新大江線の一部で、中央区東子飼町 - 同区大江1丁目の間に位置する。橋の名は北側一帯の地名「子飼」から。

## 永久橋が架かる以前
江戸時代には渡し舟があったが、明治時代に木造の有料橋が架けられた。1900年（明治33年）の大水害で橋が流された後は、舟橋などが架けられていた。

## 初代
大正時代に架けられたコンクリート橋。橋は当時の河川敷の中央付近にのみ架けられ、橋の前後は河川敷上に盛土をして作った道路を接続した。
やがて橋の両端を基準に新しい堤防が築かれ、1796年の大水害時に築かれた旧堤防の一部は一夜塘跡として残された。新堤防の建設に伴い出現した堤内地は大蔵省（当時）により払い下げが行われ、新しい市街地が形成されていった。しかし、結果的に橋周辺の河道は狭まり、1953年（昭和28年）に発生した西日本水害時には、橋に流木が詰まったことをきっかけに市街地に大量の水や土砂が溢れ出す原因となった。特に、橋の南側の大江地区の被害は甚大で、多数の民家が流出、浸水したほか多数の死者も出た。

## 2代目
1957年（昭和32年）、コンクリート一部トラス橋として完成。
1958年（昭和33年）には熊本県を行幸啓した昭和天皇、香淳皇后の視察先の一つとなり、1953年（昭和28年）の災害発生時の水防功労者らが奉迎して会釈を賜った。
当初は2車線のみであったが、後に歩道が追加された。高度成長期を経て市内屈指の交通量の多い橋となり架け替えの対象となった。2013年（平成25年）に3代目の子飼橋の部分供用開始とともに役割を終えて解体された。

## 3代目
2代目の橋の通行量が増加。2003年（平成15年）には1日の通行量が2万台となったことから熊本市が架け替えを計画。2005年（平成17年）に事業着手して、2013年（平成25年）から部分供用が開始。2015年（平成27年）に完成した。延長134m、幅員は28m。自動車4車線のほか自転車通行レーン、歩道が設けられた。

## 子飼橋の名が使われている施設等
- 子飼橋バス停（九州産交バス、熊本都市バス、熊本電鉄バス）
- 子飼橋支店（肥後銀行）
- 子飼橋停留場（熊本市交通局、廃駅）